# クリス・ヘイズ
クリス・ヘイズ(Chris Hayes,本名・クリストファー・ジョン・ヘイズ,Christopher John Hayes 1957年11月24日 - )は、アメリカ合衆国カリフォルニア州サクラメント出身。ヒューイ・ルイス&ザ・ニュースのリード･ギターを担当していた。

## メンバーに加入するまで
9歳で初めてギターに触れ、ジャズからフォークまで何でもこなすようになり、時には人に教えることもあったという。ラバー･バンド(The Rubber Band)というバンドに参加したのが初めての音楽活動である。20歳のときに尊敬する有名なブルースシンガーであるエスター･フィリップスの公演を見にヨーロッパへ旅立った。
その後、帰国した彼は自分の演奏できる場所を探そうと、サンフランシスコのクラブを回っていた。そんなとき、ギタリストを探していた、後に加入することになるヒューイ･ルイス&・ザ･ニュースのリーダーである、ヒューイ・ルイスが彼に目をつけ、リード･ギター担当になり、メンバーに加入することになった。

## エピソード
- バンドに加入したのは、メンバー結成から1年経った1980年である。
- ファーストアルバム「ヒューイ・ルイス&ザ・ニュース」のライナーノートに「1957年11月24日　イリノイ州グレート・レークス生まれ」と書かれているが、ソースは不明である(メンバーはヒューイ･ルイスを除いて全員太平洋側の出身である)。
- 自他共に認めるジャズ･マニアである。
- ヘビー･スモーカーである。
- 「スタック･ウィズ･ユー」(Stuck With You,1986年発表の「FORE!」のトラック2)は、マネージャーのボブ･ブラウンにヒューイ･ルイスとともに部屋に閉じ込められて4時間ほどで完成させた曲である(室内ではヒューイ･ルイスとタバコを大量に吸いながら作曲したらしい)。
- メンバーの中でヒューイ・ルイスとの共作の曲が最も多い人物。
- メンバーの中では最年少である。
- 好きな映画は「カサブランカ」で、好きな俳優はハンフリー・ボガートである。
- 2001年に、アルバム「プランB」を発表後、活動を休止し、2代目のギタリストのステフ･バーンズがリード･ギターを担当している(脱退とは言えず、時々ライブに参加することもある。準メンバーという位置づけとされる)。理由は、家族と一緒に過ごす時間がもっとほしくなったためとしている。
- ボニー･ヘイズとケビン・ヘイズはそれぞれ実妹、実兄である。